# Asier Etxeberria
Asier Etxeberria Zafra (Pamplona, 19 juli 1998) is een Spaans wielrenner die anno 2025 rijdt voor Wuzhishan SCOM MVMT Cycling Team.

## Carrière
In mei 2019 werd Etxeberria twaalfde in het eindklassement van de Ronde van de Isard, op meer dan vier minuten van winnaar Andrea Bagioli. Aan het eind van dat jaar nam hij, tijdens een stageperiode bij Equipo Euskadi, deel aan de Circuito de Getxo en de Ronde van Burgos. Na meerdere overwinning in het Spaanse amateurcircuit tussen 2019 en 2021 en een nieuwe stageperiode bij dezelfde ploeg, werd Etxeberria in 2022 prof bij Euskaltel-Euskadi. In zijn eerste volledige seizoen bij de ploeg maakte hij onder meer zijn opwachting in de Ronde van het Baskenland. In de proloog van de Trofeo Joaquim Agostinho werd hij, achter Tiago Antunes en Mikel Aristi, derde.

## Resultaten in voornaamste wedstrijden
|      | \| Jaar \| Clásica San Sebastián \| \| ---- \| --------------------- \| \| 2024 \| opgave \| |
| Jaar | Clásica San Sebastián                                                                        |
| 2024 | opgave                                                                                       |

## Ploegen
- 2019 –  Equipo Euskadi (stagiair vanaf 31 juli)
- 2021 –  Euskaltel-Euskadi (stagiair vanaf 31 juli)
- 2022 –  Euskaltel-Euskadi
- 2023 –  Euskaltel-Euskadi
- 2024 –  Euskaltel-Euskadi
- 2025 –  Wuzhishan SCOM MVMT Cycling Team

Angulo · Aristi · Azparren · Azurmendi · Ballarin · Bizkarra · Bou · Canal · Cuadrado · Etxeberria · Goikoetxea · Iribar · Irizar · Isasa · Iturria · Juaristi · Lobato · Martín · Maté ·  Soto · Lasa (stagiair) · Mintegui (stagiair)
E. Azparren · X. Azparren · Azurmendi · Ballarin · Berasategi · Bizkarra · Bou · Canal · Cuadrado · Etxeberria · Goikoetxea · Iribar · Isasa · Iturria · Juaristi · Lobato · López de Abetxuko · Martín · Maté ·  Soto
Aberasturi · Alustiza · Azparren · Azurmendi (tot 15/4) · Berasategi · Bizkarra · Bonillo · Bou · Cañellas · Cuadrado · de la Parte · Etxeberria · Fouché · Isasa · Iturria · Juaristi · López de Abetxuko · Martín · Maté · Mintegi · Zubeldia · Ganzabal (stagiair)